# Édes lányka, hallgass rám
Az Édes lányka, hallgass rám kezdetű dalt Joseph Haydn írta Szerenád címmel (Hob.XXVIa:D1) lsd. Haydn no.94 symphony “surprise”. A szerenád eredetileg a trubadúrok kedvelt műfaja: a kedves ablaka alatt elénekelt szerelmi dal.

## Kotta és dallam
| Ständchen | |
| Liebes Mädchen, hör mir zu, öffne leis das Gitter; denn mein Herz hat keine Ruh, keine Ruh die Zither. Halten Klostermauern dich noch so streng gebunden, haben meine Lieder sich doch zu dir gefunden. | Wenn es dämmert im Revier, Abendnebel sanken, schwing ich mich empor zu dir an den Blätterranken, Dann, du schöne Dulderin, neig' dich zu mir nieder, und trotz Pfaff' und Priorin lohn' mir meine Lieder! |

## Felvételek
- Joseph Haydn:  Édes lányka. Szücs Loránt  YouTube (1964. június 4.)  (Hozzáférés: 2016. augusztus 20.) (audió)
- Joseph Haydn:  Farsangi matiné 2015. 02.: Drága lányka. Biró Kristóf  YouTube (2015. február 15.)  (Hozzáférés: 2016. augusztus 20.) (videó) 7:20–8:45.
- Joseph Haydn:  Liebes Maedchen, hoer mir zu: Hob.XXVIa:D1 (Staendchen) (serenade). Ruediger Buell (bariton), Ulrike Zeitler (zongora)  YouTube (2012. január 12.)  (Hozzáférés: 2016. augusztus 20.) (audió)